# Георги Абрашев
Вижте пояснителната страница за други личности с името Абрашев.
Георги Влайков Абрашев е български хореограф и учен.

## Образование
Роден е в село Лясково, Старозагорско на 8 март 1924 г. От училище проявява интерес и активно участва в читалищната театрална и танцова самодейност. През 1944-1945 г. отбива задължителната си военна служба в 8-и артилерийски полк в Стара Загора. Завършва ШЗО в София и със звание подпоручик получава назначение като взводен командир в Ескадрона на МВР в Стара Загора.
През 1947 г. завършва с отличие курс за ръководители на самодейни театрални и хореографски колективи. Сформира танцова група към духовата музика на МВР в Стара Загора. През 1948 г. преназначен като танцьор и заместник-хореограф в професионалния ансамбъл за песни и танци на МВР в София, където прави първата си постановка.
През 1950-1955 г. следва висше образование в Московския театрален институт (ГИТИС), в Балетмайсторския факултет, в класа на проф. Анатолий Василиевич Шатин, по специалността „Режисьор-балетмайстор“, която завършва с пълно отличие.

## Хореограф в България
Работи в Държавния музикален театър „Стефан Македонски“ (1956-1963) в София като балетмайстор и главен балетмайстор (1962), където осъществява 2 многоактни балета - „Шурале“ (муз. Фарид Ярулин) и „Сребърните пантофки“ (муз. Парашкев Хаджиев), както и танците на 9 оперни спектакъла.
Заедно с това е главен балетмайстор и в Ансамбъла на Българската народна армия (1957-1959), където реализира 10 танцови постановки. Добруджанският му ръченик „Сеячи“ печели златен медал от първия конкурс на професионалните ансамбли в София (1958).

## Хореограф и преподавател в Алжир
През 1964-1971 г. работи в току-що освободения Алжир, въз основа на междудържавната културна спогодба, за оказване на помощ на Алжирския национален театър в областта на фолклора. По време на престоя си в страната развива активна организаторска, педагогическа и творческа дейност в областта на народните танци:
- открива и ръководи хореографско училище и обучава професионални изпълнителски кадри;
- създава репертоар от 17 хореографски композиции въз основа на местни танци, които лично е записал, обикаляйки регионите на страната;
- създава (1967) професионалния Алжирски ансамбъл за национални танци и песни (днес Алжирски национален балет), който за кратко време е подготвен и гастролира в 25 страни с над 380 участия в страната и чужбина, като печели:
  - златен медал на Фестивала на средиземноморските страни, Аликанте, Испания (1968) и
  - сребърен медал на Първия панафрикански фестивал, Алжир (1969).

## Преподавател и автор в България
Завръщайки се в България, е назначен за главен ръководител и директор на балета на Софийската народна опера (1972–1976). След това е главен балетмайстор в Главна дирекция „Театър и музика“ (1977–1985).
Заедно с колеги полага основите на полувисшето и висшето хореографско образование в страната:
- като заместник-директор на новосъздадения Полувисш институт за музикални и хореографски кадри в София и преподавател по „Постановъчна работа на хореографа“, „Актьорско майсторство“, „Режисура“ (1972–1982);
- като преподавател във Висшия музикално-педагогически институт в Пловдив по „Хореографска режисура“ (1974–1984), където става доцент (1981) и се пенсионира през 1984 г.

След пенсионирането си работи (1985–1995) по темата „Камерните танци – теория и практика“ по поръчка на Центъра за художествена самодейност за Конкурса на камерните танци в Горна Оряховица. През този период написва 15 сценарни либрета за камерни танци на българска тематика, сред които: „Трима шопа – три зевзека“, „Сватлък“, „Приказка за братя пръсти“, „Петльо педагог“, „Гимназисти“ и др.
Връща се във висшето образование като преподавател (1995 – 2005) по „Хореографска композиция“ в Катедра „Хореография“, Факултет по изкуствата, Югозападен университет „Неофит Рилски“, Благоевград. Там е избран за извънреден (1998) и редовен (2002) професор.
Умира на 8 януари 2012 г.

## Научни трудове
Професор Георги Абрашев има десетки публикации – статии, доклади, рецензии и участия в международни симпозиуми. Той е автор на монографиите:
- „Камерните форми в хореографията“ – С., 1978 г.
- „Въпроси на хореографската теория“ – изд. „Наука и изкуство“, С., 1989 г.
- „Композиция и форми на танца“ – С., 2001 г.

## Признателност
Георги Абрашев е носител на отличията:
- ордени „Кирил и Методий“ – III и II степен, и
- „Златна лира“ – на Съюза на музикалните и танцови дейци в България.

Министерството на културата на Алжир, заедно с Алжирския национален балет, организира на 29 април (Международния ден на танца) 2011 г. концерт с тържество и изложба, посветени на основателя на съвременната хореография в страната проф. Г. Абрашев. Министърката на културата Халида Туми изказва признателност на българския хореограф, като заявява, че ще преведат последната му книга (на арабски и френски език), за да се ползва от алжирските хореографи. На концерта са представени алжирски танци по хореография на Г. Абрашев и български танци в изпълнение на ансамбъл „Пирин“.